# 柴主高秀
柴主 高秀（しばぬし たかひで、1958年 - ）は日本のカメラマン。静岡県出身。東京写真専門学校卒業。

## 来歴
映像制作会社を経てフリーの撮影助手になり、映画制作に携わる。長田勇市に師事。1996年、フリーカメラマンとして独立。

## 撮影作品
- 天使のはらわた 赤い眩暈（1988）撮影助手
- 悲しきヒットマン（1989） 撮影助手
- きんぴら（1990）撮影助手
- WiLd LIFe jump into the dark (1997年・青山真治監督)
- CAT'S EYE キャッツ・アイ (1997年・林海象監督)
- ラブ&ポップ (1998年・庵野秀明監督)
- フリージア 極道の墓場 (1998年・渡辺武監督)
- カラオケ (1999年・佐野史郎監督)
- 大いなる幻影 (1999年・黒沢清監督)
- リング0 バースデイ (2000年・鶴田法男監督)
- D (2000年・岡部淳也監督)
- 死者の学園祭 (2000年・篠原哲雄監督)
- 降霊 (2001年・黒沢清監督)
- 光の雨 (2001年・高橋伴明監督)
- ドッジGoGo! (2002年・三原光尋監督)
- タイムリミット (2003年・林海象監督)
- アカルイミライ (2003年・黒沢清監督)
- 船を降りたら彼女の島 (2003年・磯村一路監督)
- MOON CHILD (2003年・瀬々敬久監督)
- アンテナ (2004年・熊切和嘉監督)
- トーリ 第2話 心の刀 (2004年・浅野忠信監督)
- トーリ 第4話 続く二人 (2004年・浅野忠信監督)
- 深呼吸の必要 (2004年・篠原哲雄監督)
- スウィングガールズ (2004年・矢口史靖監督)
- いま、会いにゆきます (2004年・土井裕泰監督)
- 愛してよ (2005年・福岡芳穂監督)
- 輪廻 (2005年・清水崇監督)
- となり町戦争 (2006年・渡辺謙作監督)
- 蟲師 (2006年・大友克洋監督)
- どろろ (2007年・塩田明彦監督)
- 犯人に告ぐ (2007年・瀧本智行監督）
- Sweet Rain 死神の精度 (2008年・筧昌也監督)
- おろち (2008年・鶴田法男監督)
- イキガミ (2008年・瀧本智行監督）
- 色即ぜねれいしょん (2009年・田口トモロヲ監督)
- ヴィヨンの妻 〜桜桃とタンポポ〜 (2009年・根岸吉太郎監督)
- THE CODE/暗号 (2010年・林海象監督)
- 瞬 またたき (2010年・磯村一路監督)
- スープ・オペラ (2010年・瀧本智行監督)
- 小川の辺 (2011年・篠原哲雄監督)
- 聯合艦隊司令長官 山本五十六 -太平洋戦争70年目の真実- (2011年・成島出監督)
- 駆込み女と駆出し男 (2015年・原田眞人監督)
- 日本のいちばん長い日 (2015年・原田眞人監督)
- 溺れるナイフ（2016年・山戸結希監督）
- 関ヶ原（2017年・原田眞人監督）
- 検察側の罪人 (2018年・原田眞人監督）」
- あの頃、君を追いかけた（2018年・長谷川康夫監督）
- 空母いぶき（2019年・若松節朗監督）
- 燃えよ剣（2021年・原田眞人監督）
- 大河への道（2022年・中西健二監督）
- ヘルドックス（2022年・原田眞人監督）
- 雪風 YUKIKAZE（2025年・山田敏久監督）